# 梁浩
梁浩（1972年6月—），男，汉族，湖北汉川人，中华人民共和国政治人物。现任茂名市人民政府副市长，民进广东省委副主委、惠州市委主委。第十四届全国政协委员。